# Chiesa in Valmalenco
Chiesa in Valmalenco (Gesa in dialetto valtellinese) è un comune italiano di 2 254 abitanti della provincia di Sondrio in Lombardia, situato in Valmalenco, presso la confluenza del Lanterna nel Mallero, a nord del capoluogo.
Centro turistico noto per la pratica degli sport invernali, in particolare dello sci alpino e dello snowboard presso la ski area del Palù, nonché per la pratica dell'alpinismo e dell'escursionismo in montagna, nel suo territorio si trova infatti l'Alta via della Valmalenco, una traversata di otto giorni che interessa il gruppo del Monte Disgrazia, il Massiccio del Bernina ed il Gruppo dello Scalino.

## Storia

### Simboli
Lo stemma e il gonfalone sono stati concessi con DPR del 27 settembre 1972.
Il gonfalone è un drappo partito di bianco e di azzurro.

## Società

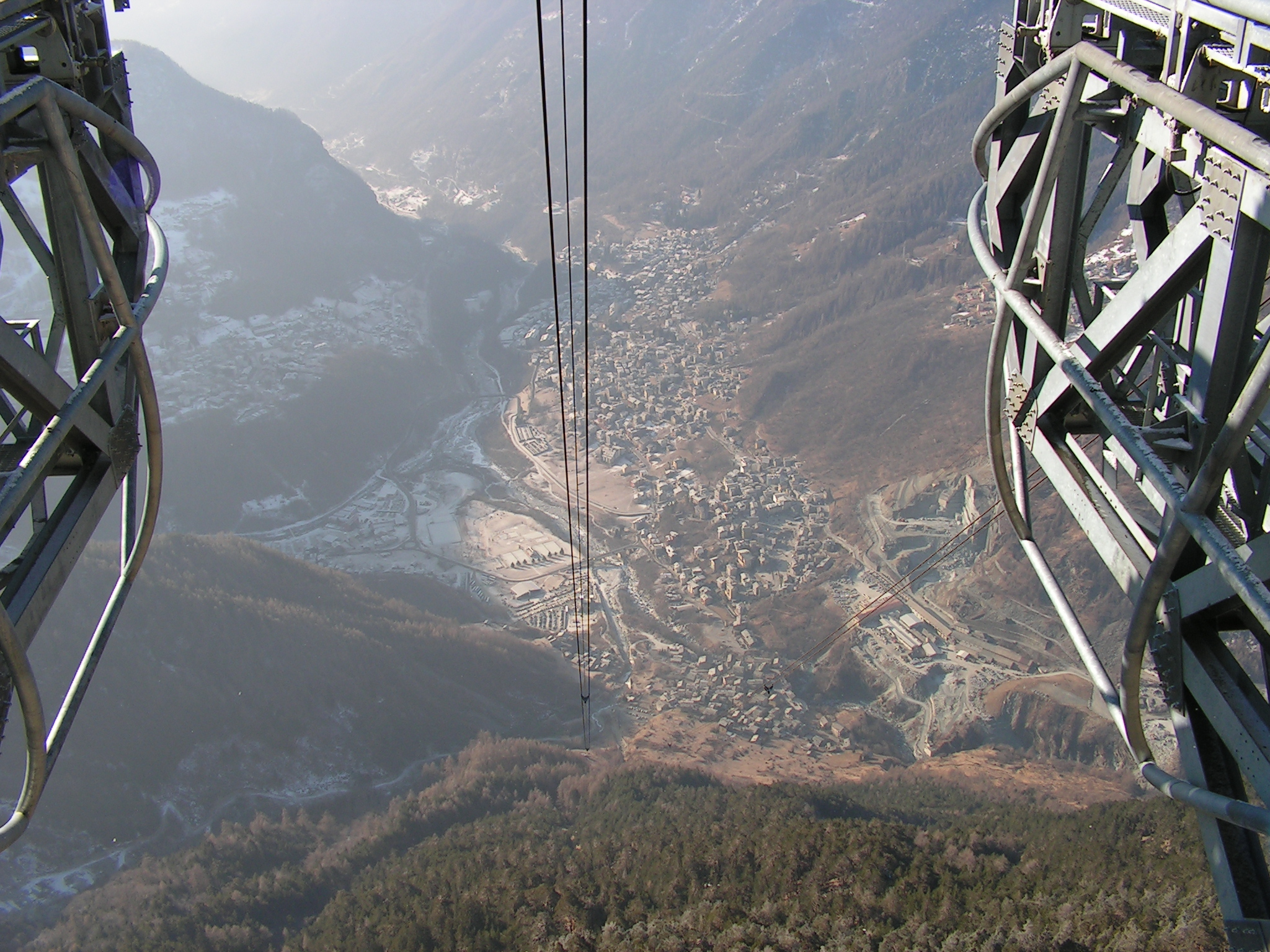
Veduta di Chiesa in Valmalenco dalla stazione di arrivo della funivia

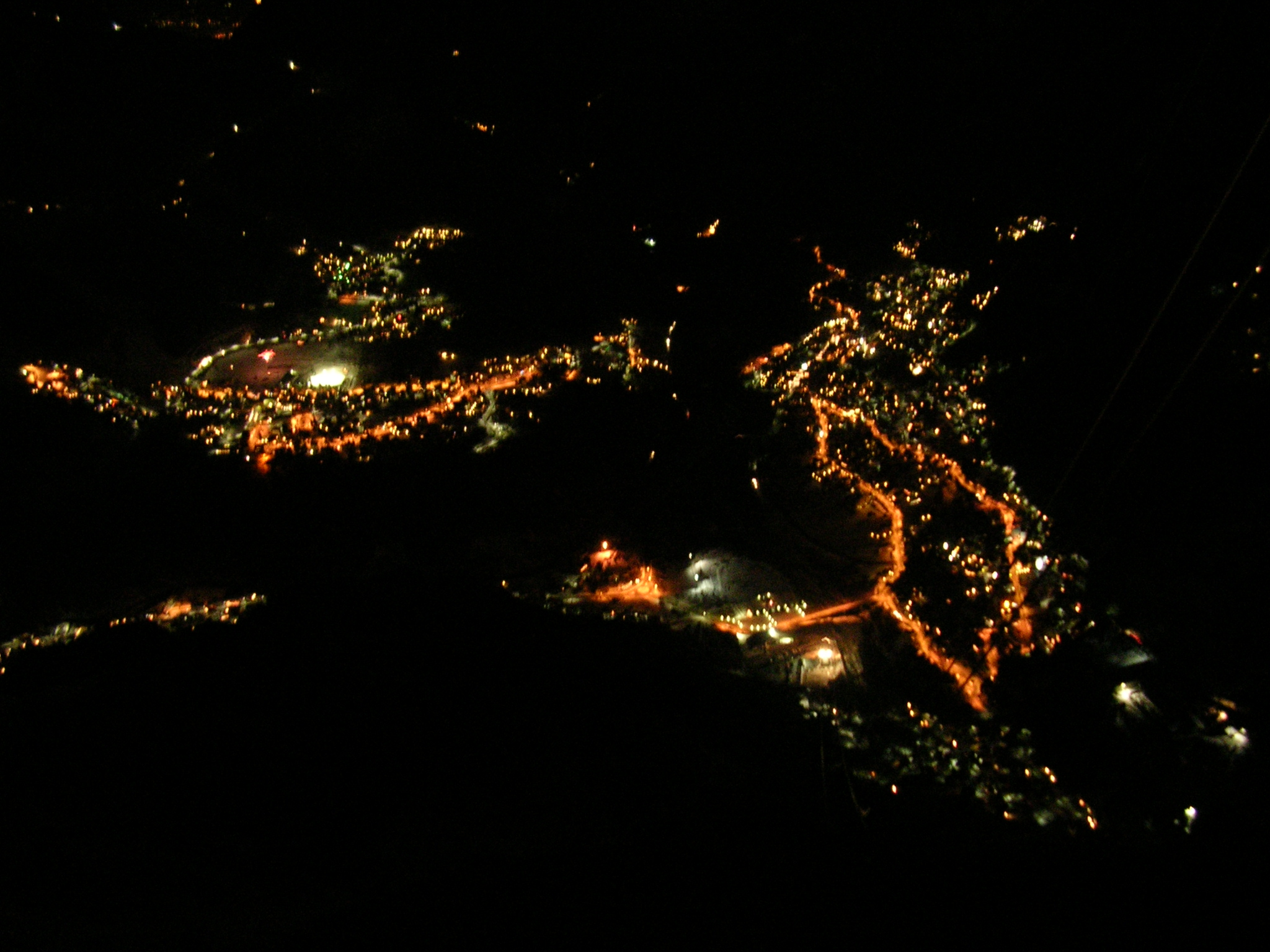
Veduta di Chiesa Valmalenco di notte dalla SnowEagle

### Evoluzione demografica
Abitanti censiti

## Sport
- 4 giugno 1988, la Bergamo-Chiesa in Valmalenco, 13ª tappa del 71º Giro d'Italia si è conclusa con la vittoria dello svizzero Tony Rominger.

## Note

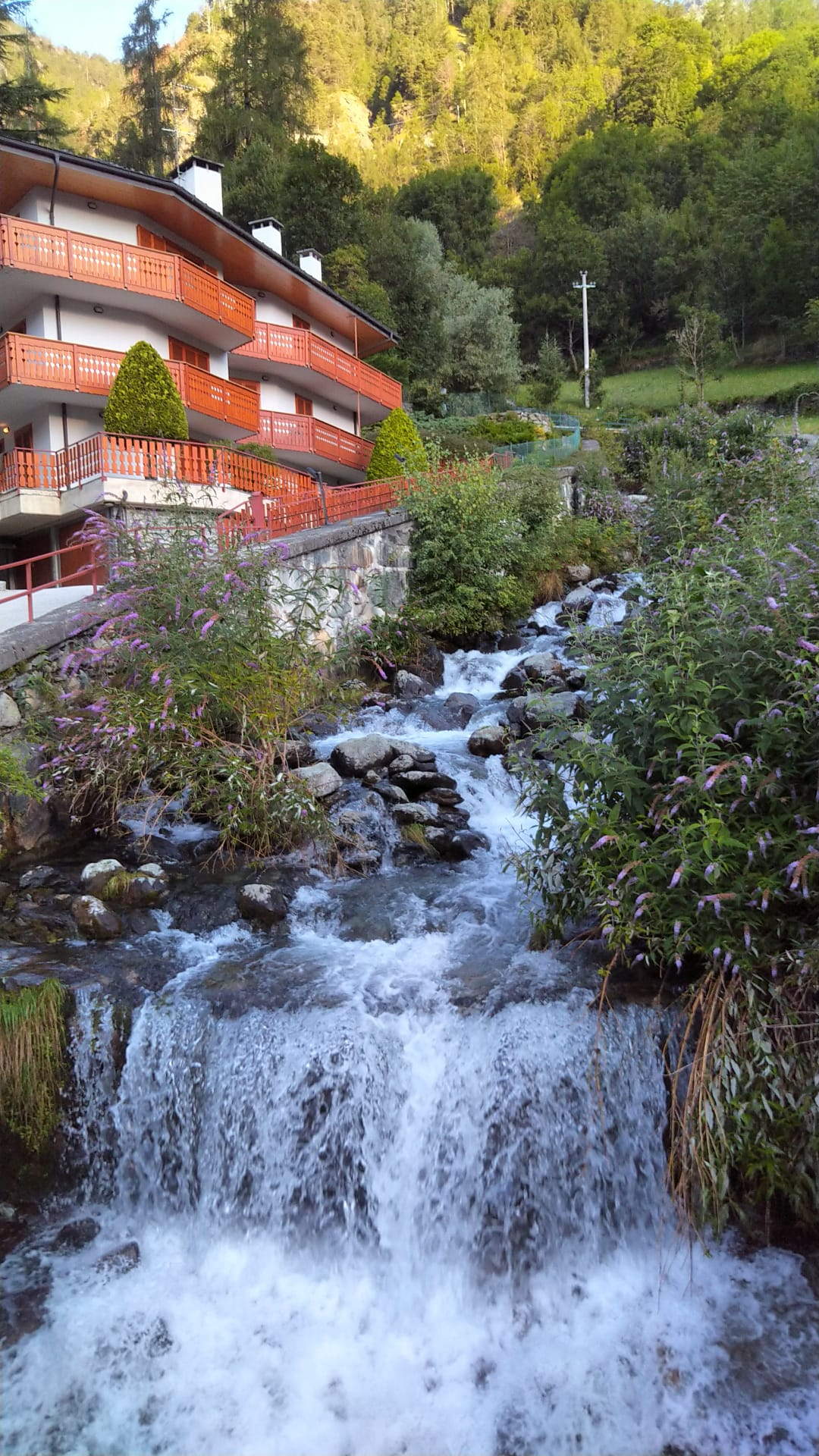
Scorcio di Chiesa e del torrente che l'attraversa